# جسد في الإسطوانة
جسد في الإسطوانة يشير إلى جسد ذكر متحلل مُكتشف داخل أسطوانة فولاذية مغلقة جزئياً في موقع قنبلة مهجور من الحرب العالمية الثانية في ليفربول في إنجلترا. تم اكتشافه في عام 1945 ويُظن إن الجسد لم يتم اكتشافة لمدة 60 عاماً.

## اكتشاف الإسطوانة
في صيف عام 1943، الجنود الأمريكين كانوا ينظفون موقع مداهمات في الخلف من الكنيسة الميثودية على حدود الشارع الشرقي في ليفربول. كشفت الجرافة أمريكية عن الإسطوانة عندما كانت تنظف حطام مبنى. أحد نهايات الإسطوانة كانت مغطاة بصفيحة فولاذية والأخرى مفتوحة. الجرافة حركت الإسطوانة وخلال العملية كسرت الجزء المفتوح من غير عمد. فقام مقاولو المبنى بإستخراجها من الأنقاض ووضعوها مستوية.
بعد هذا، لم يلاحظ أحد الإسطوانة. أحد الشهود، نورمان غارنير، أعلن إنه قد رأى أشخاص يستخدم الإسطوانة كمكان للجلوس وعادة ما يلعب الأطفال بها.

## اكتشاف الجسد
في 13 يوليو 1945، ثلاث أولاد صغار كانوا يلعبون بالإسطوانة، ودوروها في الشوارع بعدها حاول أحدٌ منهم رؤية ما بداخلها. في البداية رأوا ما يشبه إنه حذاء لكن في تفتيش قريب اتضح إنه هيكل عظمي بشري. فأبلغوا الشرطة عن المشهد فاستخدموا شعلة اللحام لفتح الإسطوانة.